# Козлово (Свецький повіт)
Козлово (пол. Kozłowo) — село в Польщі, у гміні Швеці Свецького повіту Куявсько-Поморського воєводства.
Населення — 261 особа (2011).
У 1975-1998 роках село належало до Бидгощського воєводства.

## Демографія
Демографічна структура станом на 31 березня 2011 року:
|          | Загалом | Допрацездатний вік | Працездатний вік | Постпрацездатний вік |
| -------- | ------- | ------------------ | ---------------- | -------------------- |
| Чоловіки | 135     | 29                 | 97               | 9                    |
| Жінки    | 126     | 26                 | 74               | 26                   |
| Разом    | 261     | 55                 | 171              | 35                   |